# Horné Strháre
Horné Strháre – wieś (obec) na Słowacji położona w kraju bańskobystrzyckim, w powiecie Veľký Krtíš. Pierwsze wzmianki o miejscowości pochodzą z 1243 roku.
Według danych z dnia 31 grudnia 2012 roku, wieś zamieszkiwało 265 osób, w tym 135 kobiet i 130 mężczyzn.
W 2001 roku pod względem narodowości i przynależności etnicznej 97,29% mieszkańców stanowili Słowacy, a 2,26% Romowie.
Ze względu na wyznawaną religię struktura mieszkańców kształtowała się w 2001 roku następująco:
- Katolicy rzymscy – 54,75%
- Ewangelicy – 41,63%
- Ateiści – 2,26%
- Nie podano – 0,9%